# شیخلر (صابرآباد)
شیخلر (به ترکی آذربایجانی: Şıxlar) یک منطقه مسکونی در جمهوری آذربایجان است که در شهرستان صابرآباد واقع شده است. شیخلر ۶۹۳ نفر جمعیت دارد.